# Національний музей мистецтва Каталонії
Національний музей мистецтва Каталонії (кат. Museu Nacional d’Art de Catalunya, ісп. Museo Nacional de Arte de Cataluña, скор. MNAC) — музей у Барселоні, створений в 1990 році в результаті об'єднання колекцій Музею сучасного мистецтва та Музею мистецтва Каталонії.
Музей є консорціумом міста Барселони та міністерства культури Каталонії. Його штаб-квартира розташовується в Національному палаці (кат. Palau Nacional) біля підніжжя гори Монжуїк, відкритого в 1929 році до Всесвітньої виставки в Барселоні. До складу MNAC також входять ще три установи культури в Біланобі-і-ла-Жалтру, Улоті та Сіджесі.

## Колекції і експозиції

### Нумізматика і графічний відділи
Музей має цікаві нумізматичний та гравюрний відділи та універсальну й мистецьку бібліотеку. Крім виставкової діяльності музей займається реставраційними і консерваційними роботами.

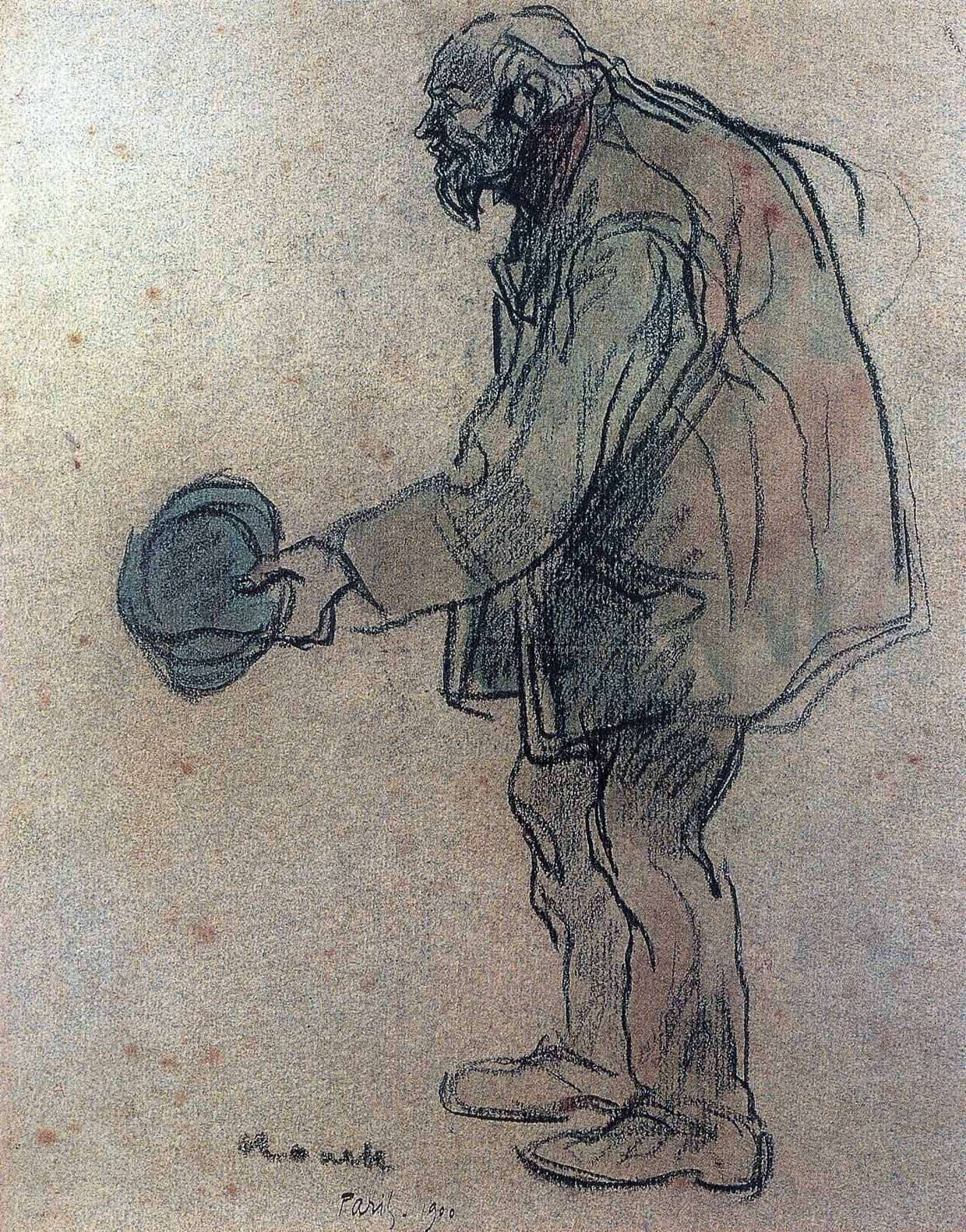
Худ. Ісідре Нонель. «Жебрак в Парижі», малюнок 1897 р.
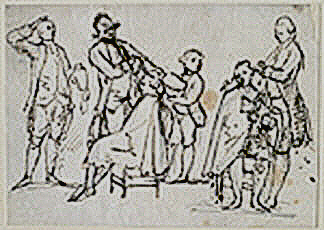
Худ. Мануель Трамуллес, «Перукарі», малюнок 18 ст.
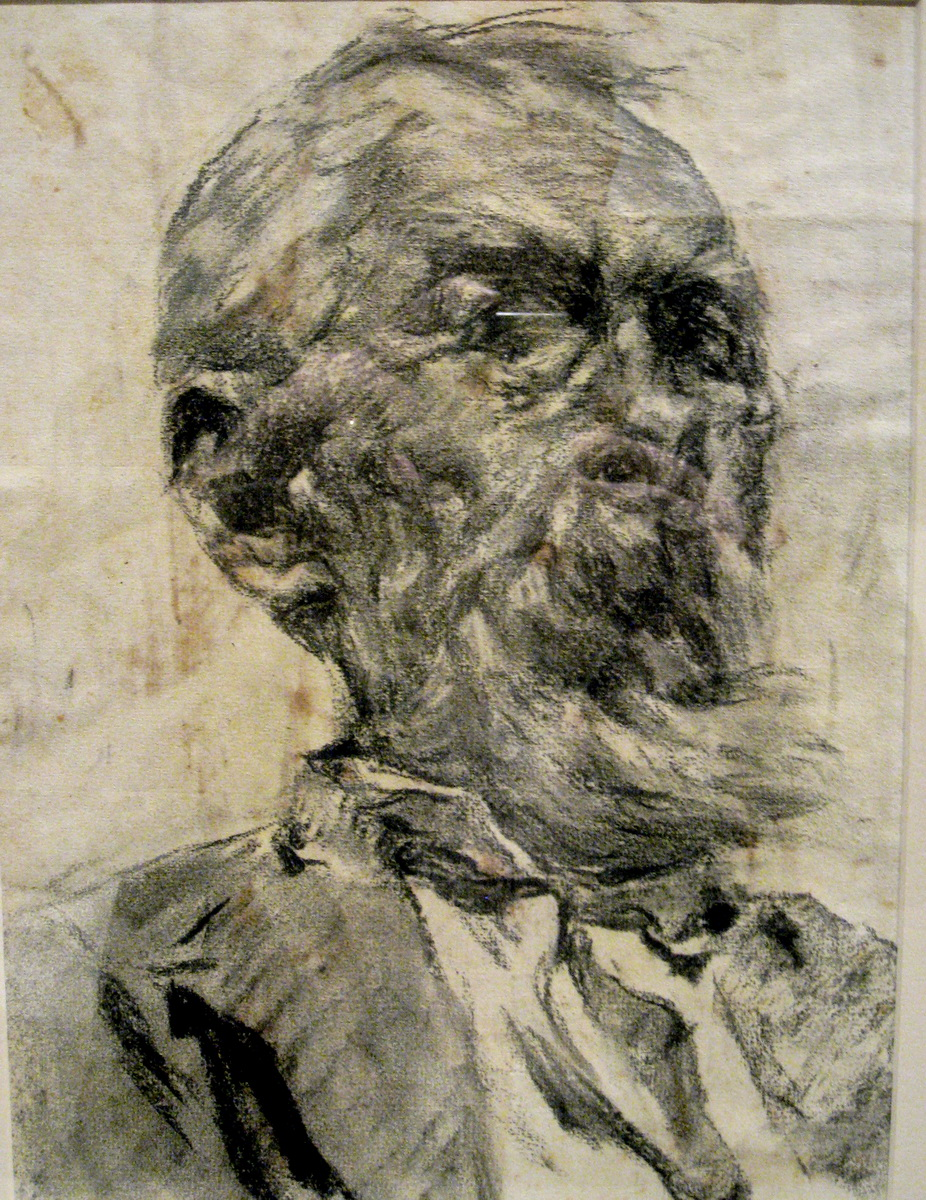
Франсіско Хімено, автопортрет

### Каталонська сецесія і авангард
Барселона наприкінці 19 століття стала відомим центром сецесії як в Іспанії, так і Західної Європи. З містом тісно пов'язана діяльність низки каталонських архітекторів, декораторів, керамістів доби сецесії, серед яких — Луїс Доменек-і-Монтанер, Жозеф Пуіг-і-Катафальк, Хосеп Марія Хухоль, Рафаель Масо, Хосеп Пей. Серед знакових фігур європейської доби сецсії — Антоніо Гауді.
Зібрання живопису доби сецесії (модерну) об'єднує відомі твори каталонського мистецтва XIX і першої половини XX століть. В експозиції музею представлені різні напрями цього періоду: неокласицизм, реалізм, ноусентизм та авангардне мистецтво.

### Твори 16-18 століть
Мистецтво бароко, рококо та ренесансу представлене скромніше, проте музей має деякі значні твори мистецтва XVI-XVIII століть й не лише каталонського. Перш за все це твори митців Франції, тісні культурні стосунки з якою каталонці мали завжди. Серед представлених в експозиції - картини француза Жана-Оноре Фрагонара, голландця Саломона ван Рейсдаля, фламандця Рубенса, італійців Каналетто, Франческо дель Косса. В Іспанії тривалий час працював венеціанський художник-віртуоз Джованні Баттіста Тьєполо, представлений в експозиції картиною «Танок менует». Колекція «Llegat Cambo» представляє видатні зразки італійського та французького барокового живопису, а також раннього нідерландського живопису та італійського кватроченто. До експозиції входять також деякі експонати з фондів Музею Тиссена-Борнемісси.

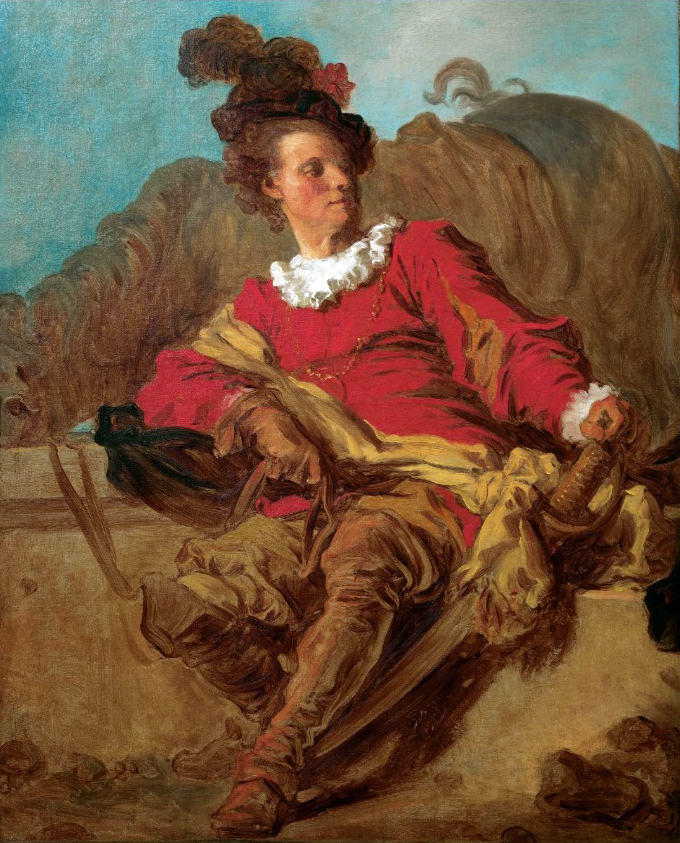
Жан-Оноре Фраґонар. «Абат де Сен-Нон в іспанському маскарадному костюмі».
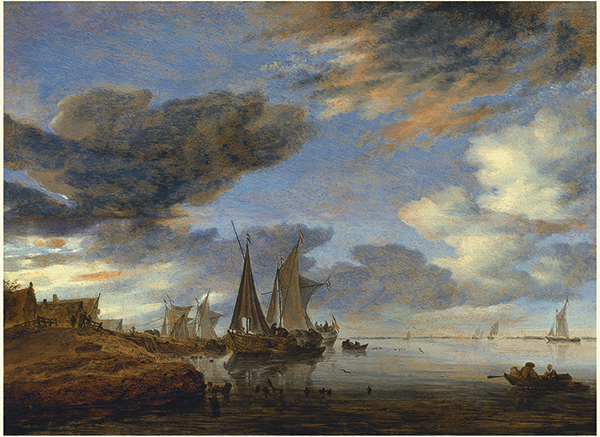
Саломон ван Рейсдал. «Човни біля сільської пристані».
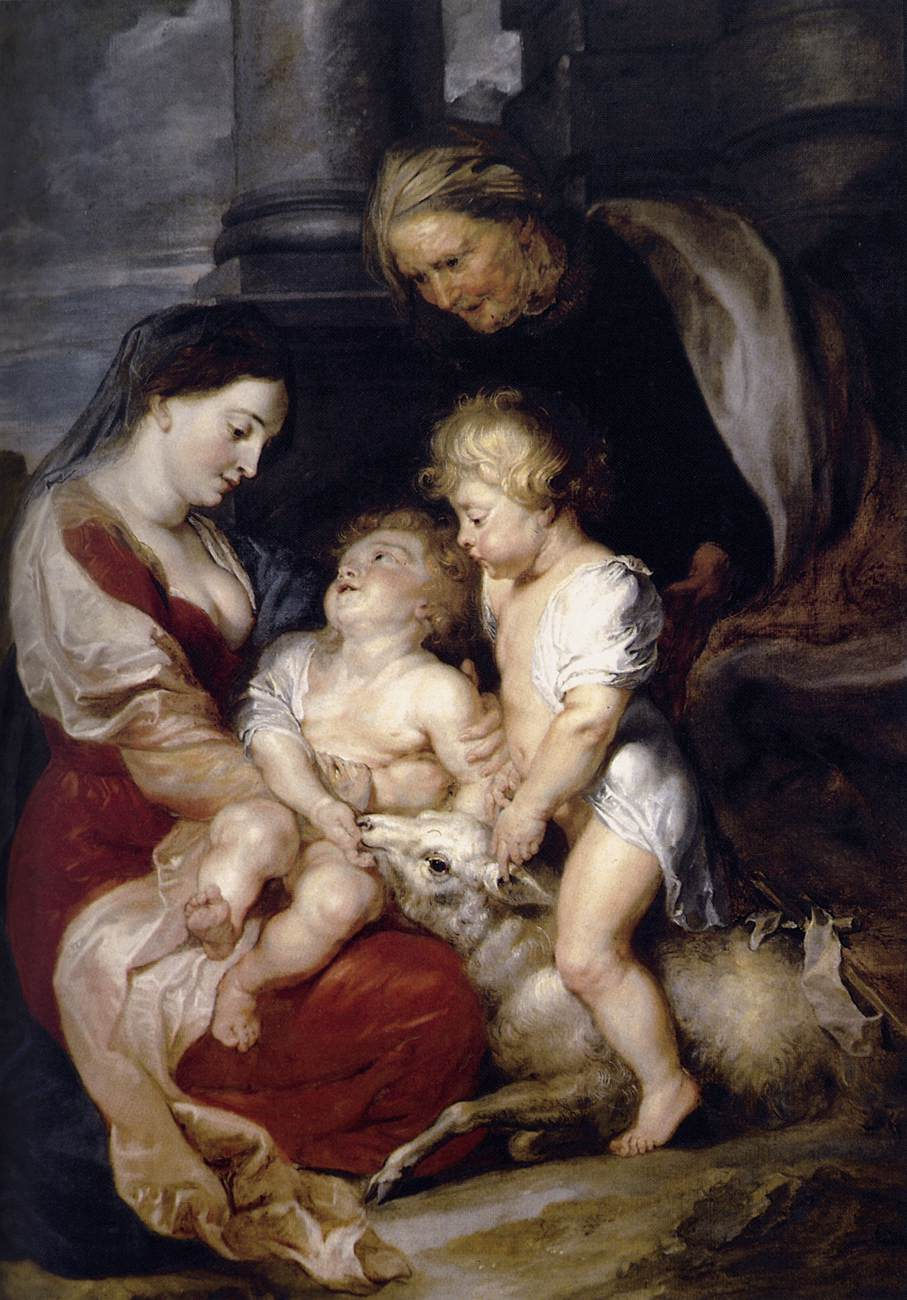
П.П. Рубенс. «Мадонна з немовлям, Іваном Хрестителем і св. Єлизавтою», 1615 р.
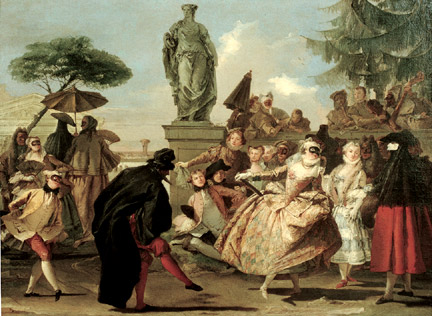
Джованні Баттіста Тьєполо. «Танок менует», 1756 р.

## Майстри Іспанії
Основу готичної колекції музею утворюють каталонський станковий живопис і скульптура, що представлена кількома роботами Берната Мартореле, Хайме Уге та Луїса Далмау.
Варто особливо відзначити роботи Ель Греко, Франсіско де Сурбарана, Веласкеса та іспанських майстрів 19 століття (Франсіско Гойя, Маріано Фортуні).

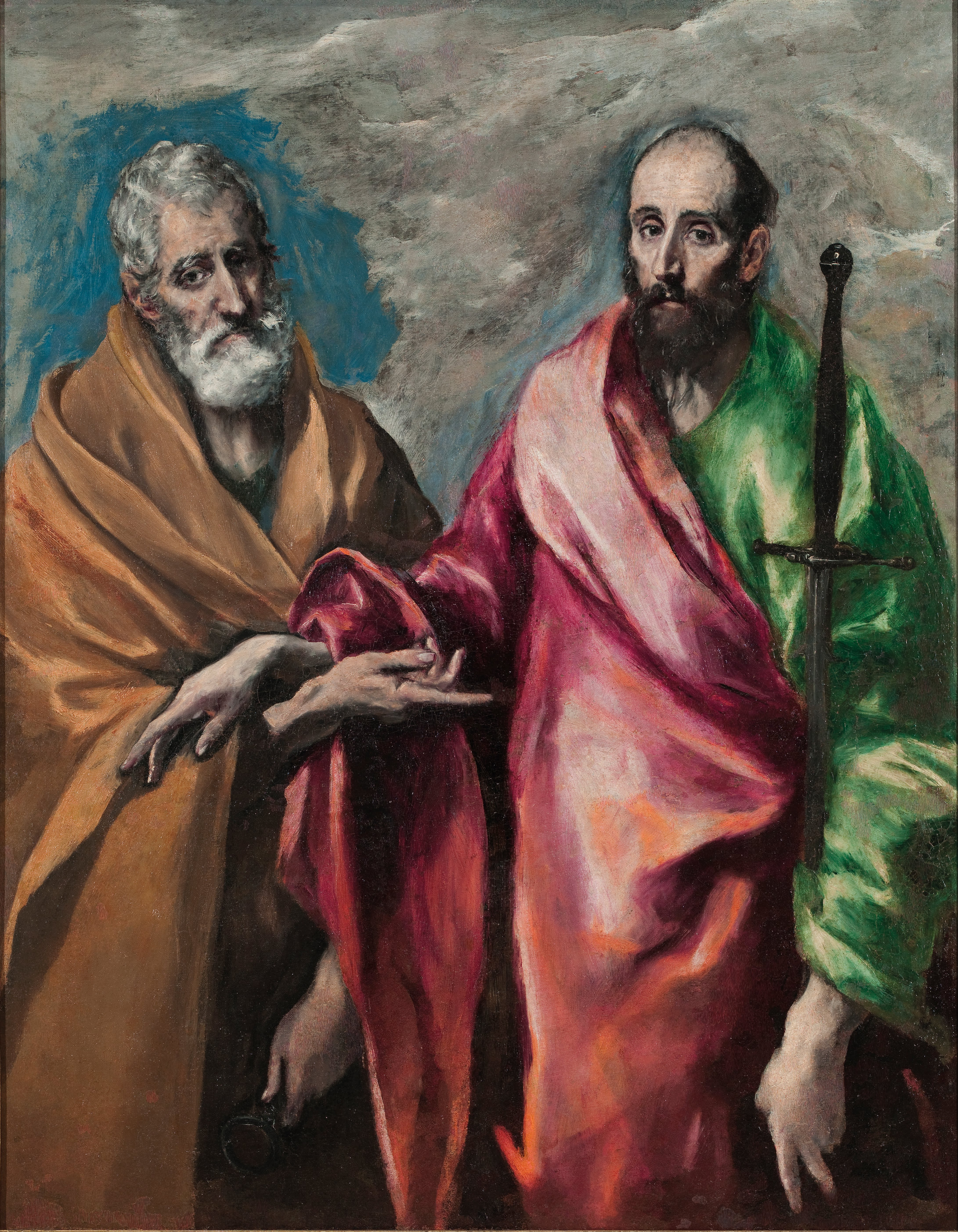
Ель Греко. «Апостоли Петро й Павло» 1595-1600.
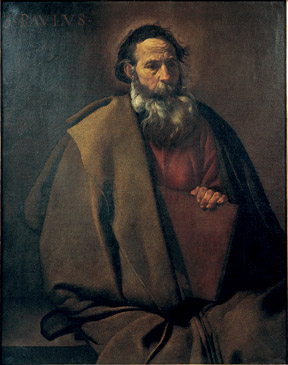
Дієго Веласкес. « Святий Павло.» Близько 1619.
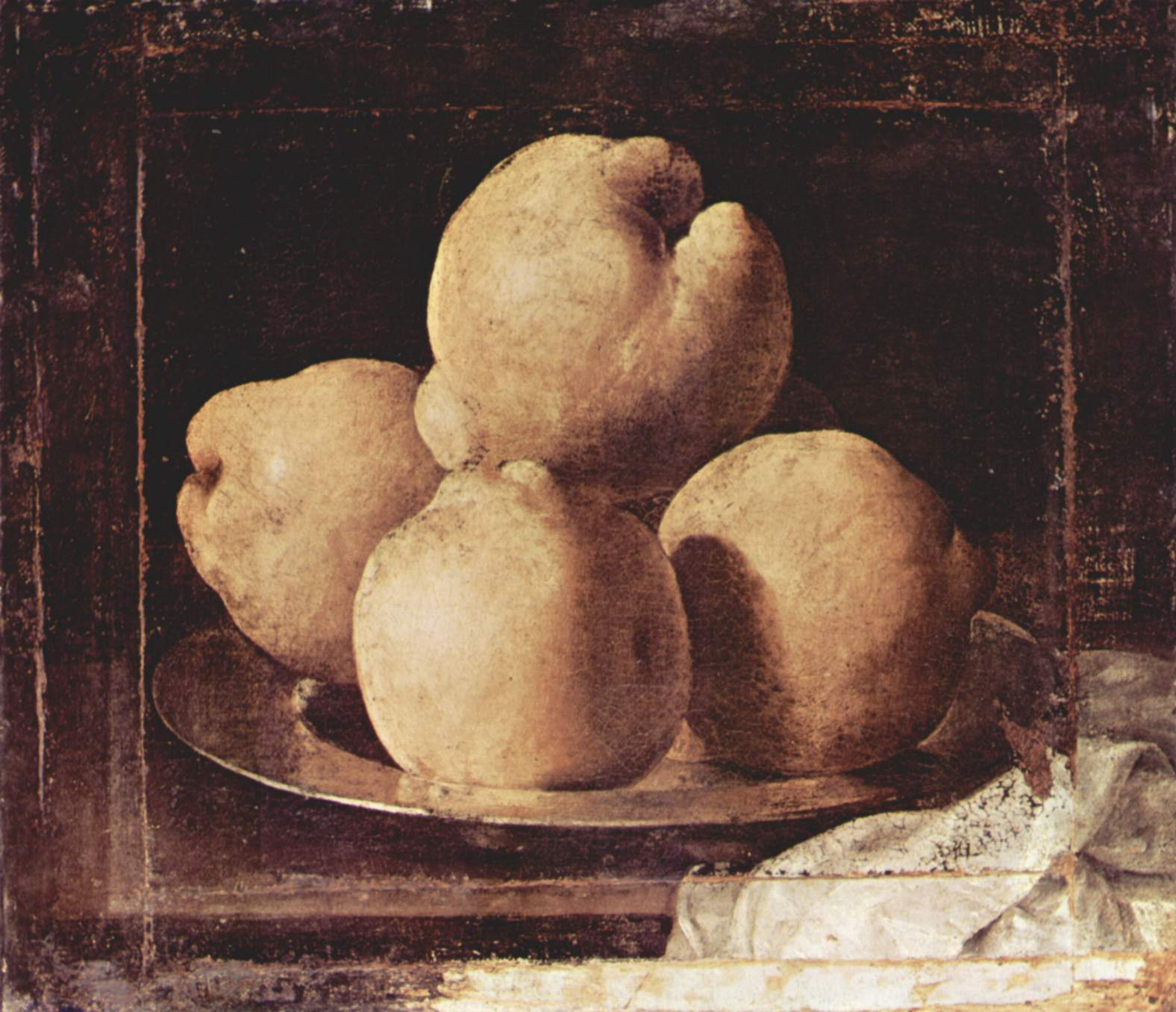
Франсіско Сурбаран. «Натюрморт з айвою» 1663-1664.
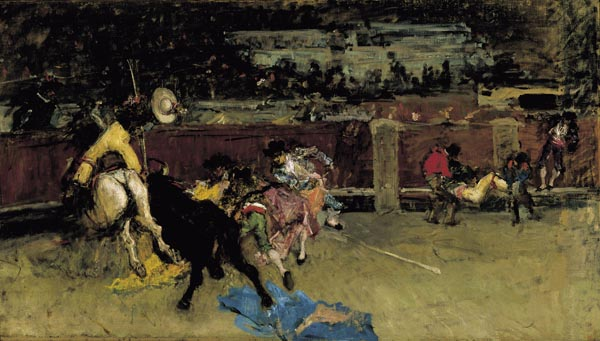
Маріано Фортуні. «Коррида»
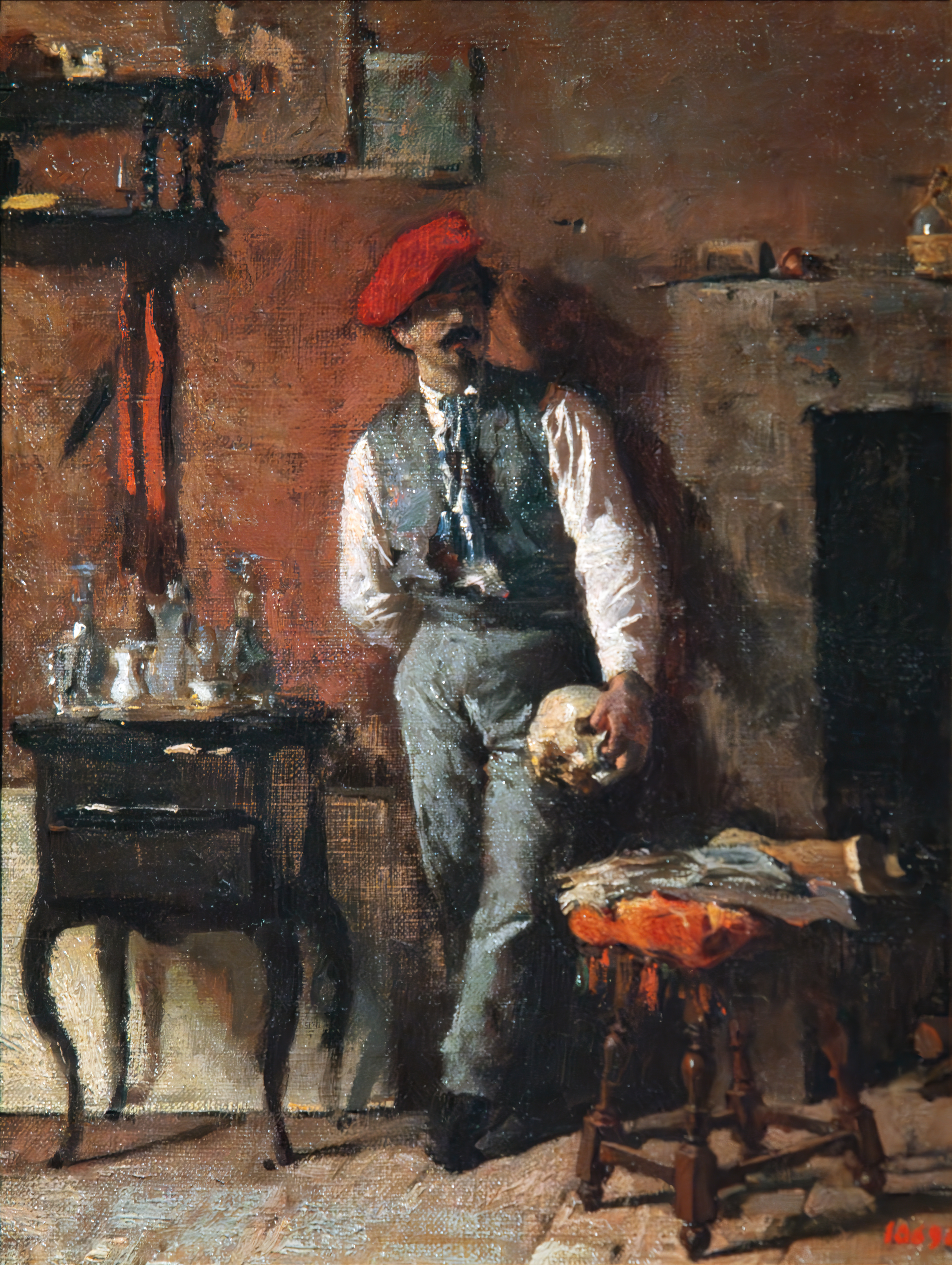
Маріано Фортуні. «Скульптор Джероні Суньоль»
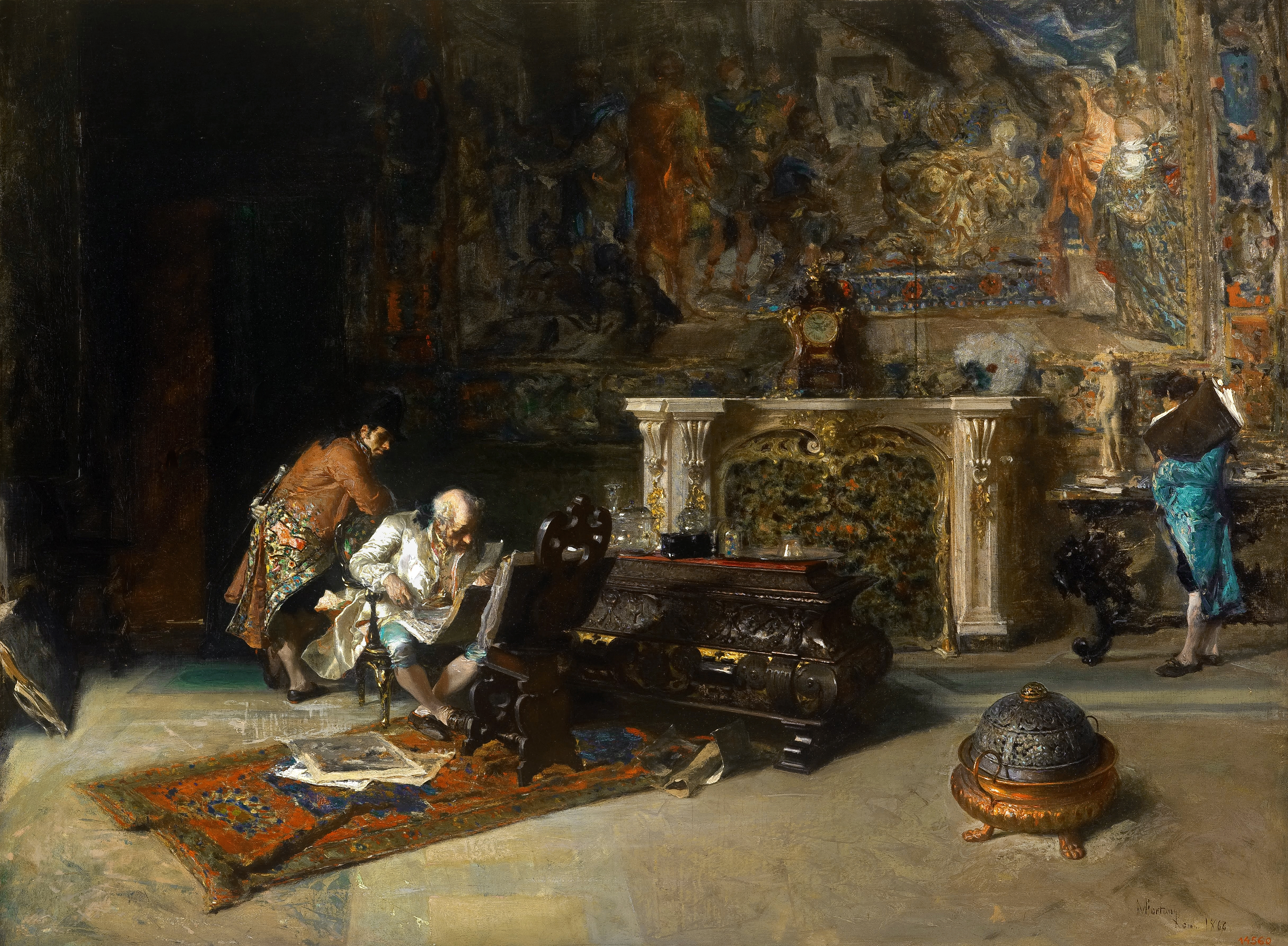
Маріано Фортуні.«Колекціонер естампів»

## Унікальна колекція каталонських фресок романської доби

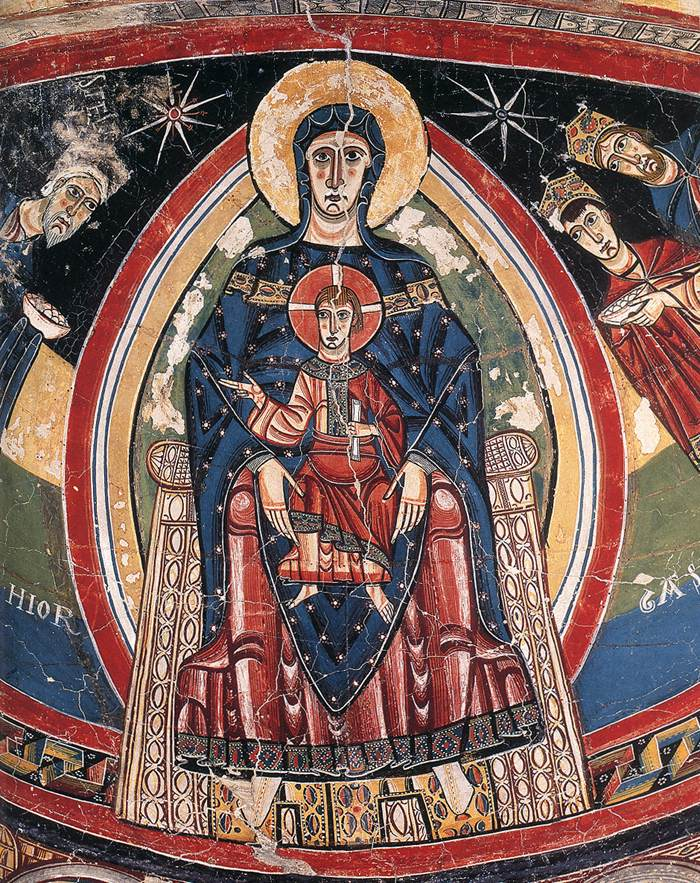
Фрески з церкви в Таулі, 1123 рік.

Колекція романіки вважається однією з найповніших у світі і надзвичайною за науковим і мистецьким значенням. Її основу утворює унікальний відділ романських фресок, експонованих на відповідному архітектурному тлі. Деякі великі твори настінного живопису XII і XIII століть були вивезені в 1920-ті роки з маленьких церков у Піренеях й були ретельно відреставровані. Крім того в колекцію входить велике зібрання живопису на дереві та дерев'яної скульптури.

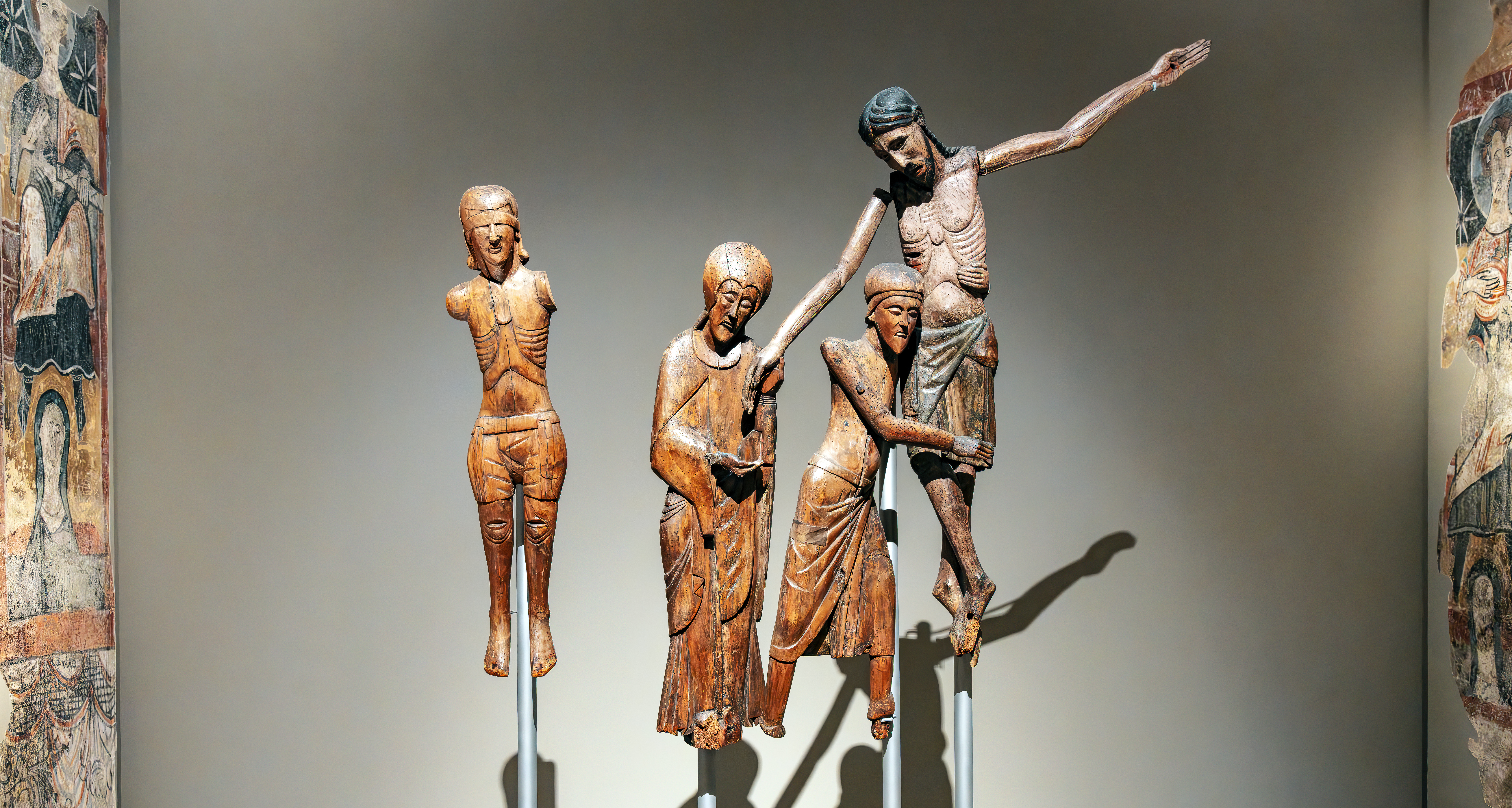
Дерев'яна сакральна скульптура в романському стилі
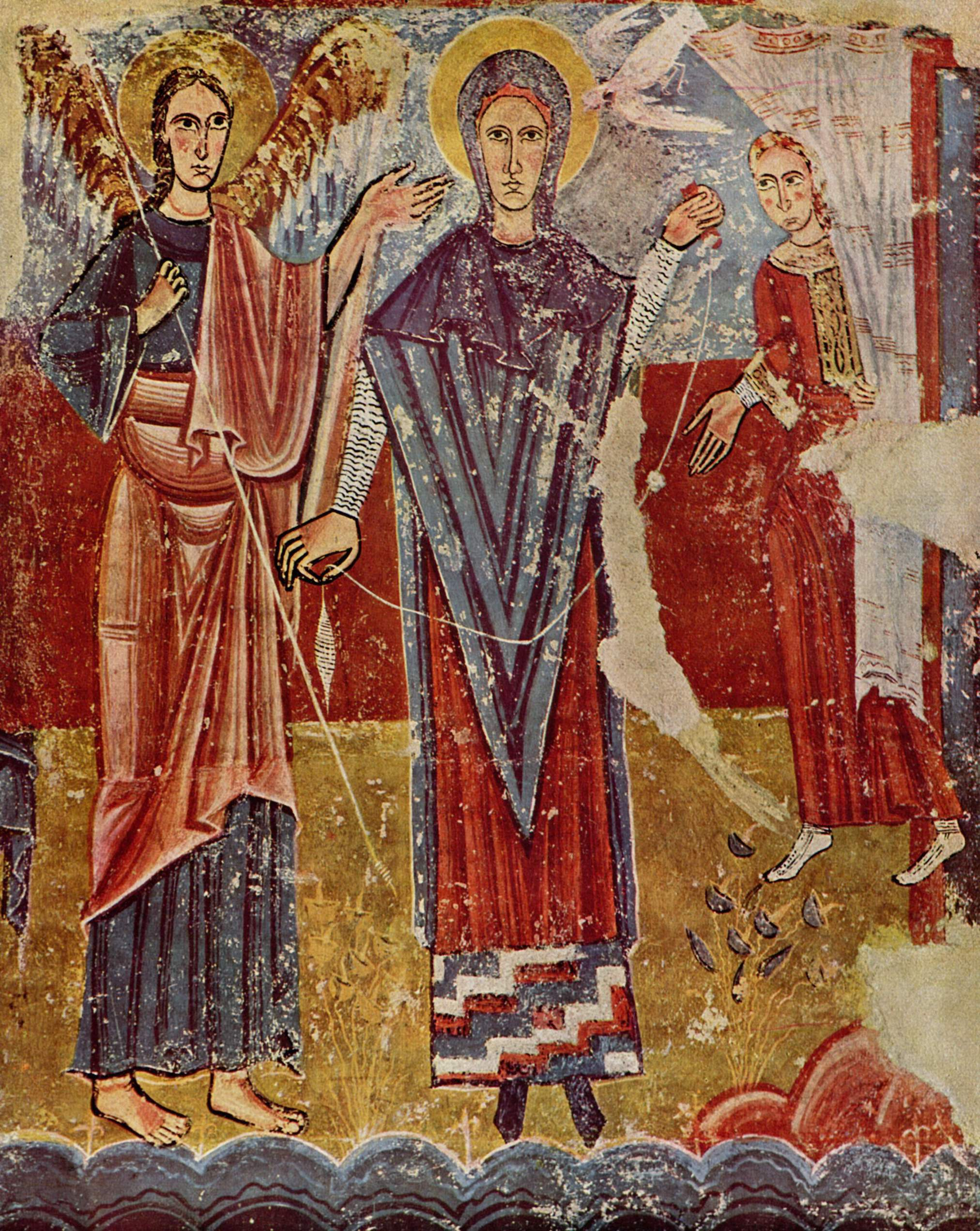
Майстер із Оркау. «Благовіщення.» 1125-1130.
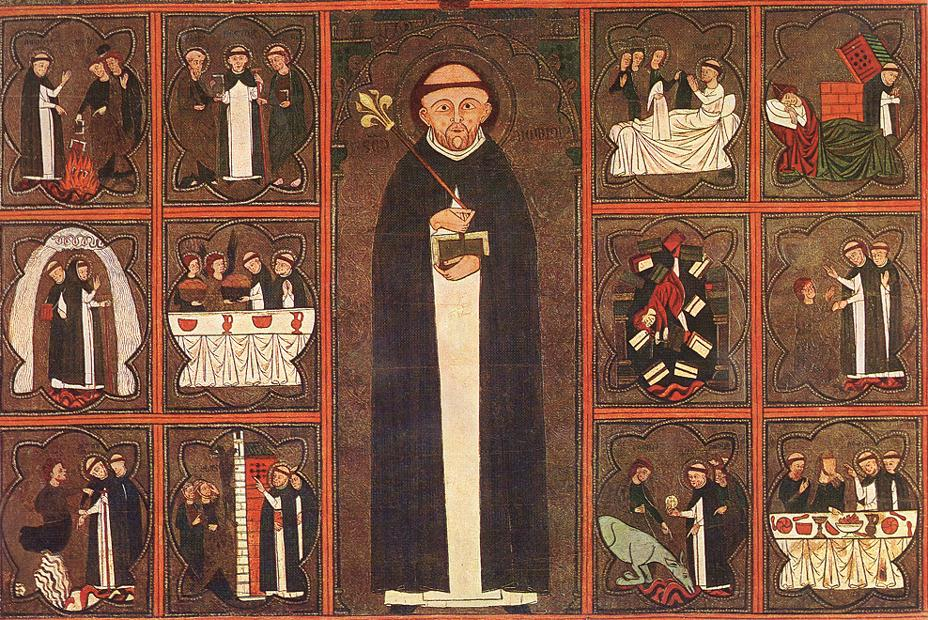
Невідомий майстер. «Сцени з життя святого Домініка» 1300/1320.